# Лісівка (Бердичівський район)
Лісі́вка — село в Україні, в Андрушівській міській громаді Бердичівського району Житомирської області. Населення становить 732 осіб. Село розташоване на берегах річки Безіменної, правої притоки Гуйви в південно-східній частині Житомирської області. Від Андрушівки віддалене на 3 км, а від обласного центру — на 50 км.

## Історія

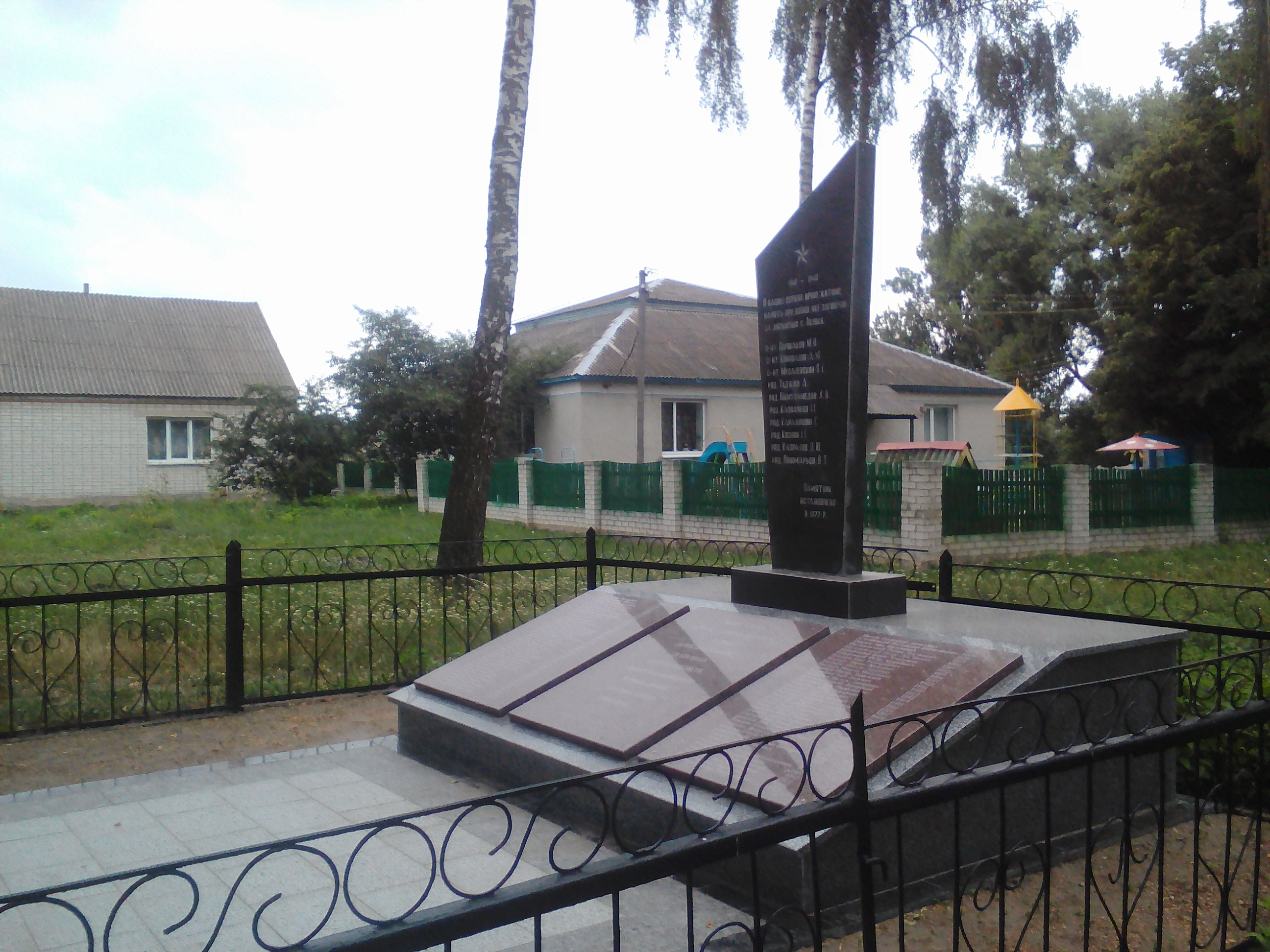
Братська могила радянських воїнів та пам'ятник воїнам — односельчанам

У 1906 році — село Андрушівської волості Житомирського повіту Волинської губернії. Відстань від повітового міста 45 верст, від волості 2. Дворів 119, мешканців 686.
У 1925—59 роках — адміністративний центр Лісівської сільської ради Андрушівського району.
За свідченнями очевидців, від Голодомору 1932—1933 рр. у селі загинула 41 людина.

## Населення

### Мова
Розподіл населення за рідною мовою за даними перепису 2001 року:
| Мова       | Кількість | Відсоток |
| ---------- | --------- | -------- |
| українська | 713       | 97.40%   |
| російська  | 17        | 2.33%    |
| румунська  | 2         | 0.27%    |
| Усього     | 732       | 100%     |